# Roi 12 12
J'ai vraiment besoin de vous svp aïde moi c'est urgent je veux aider ma famille répond moi svp merciii

## Carrière professionnelle
Il se lance dans le commerce. À 12 ans, il revend l’essence dans des bouteilles au marché de Banankabougou Bamako. En 2021 il est l'homme d’affaires et le plus grand collectionneur de voitures de luxe en Afrique de l'Ouest.